# 罗特河 (埃尔夫特河支流)

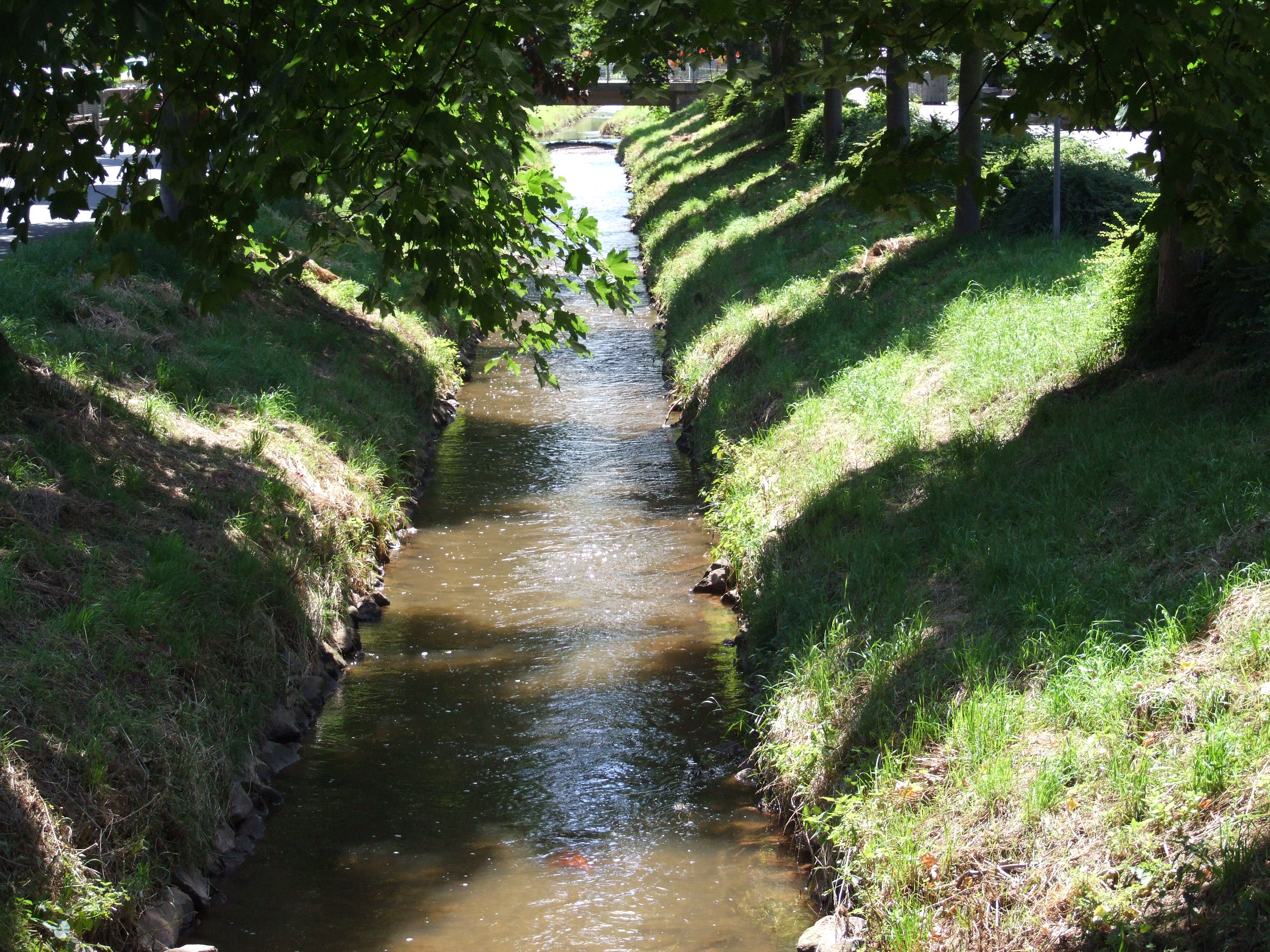

羅特河（德語：Rotbach）是德國北萊茵-威斯特法倫州的河流，河道全長39.1公里，流域面積236.3平方公里，河口處在埃尔夫特施塔特，最終注入埃爾夫特河。